# Sadra
Sadra je kalcijev sulfatni mineral s formulo CaSO4·2H2O. V naravi je zelo razširjena. Po navadi je bele barve, lahko pa je zaradi primesi tudi različno obarvana. Pogosta spremljajoča minerala sta halit in anhidrit. Drobnozrnata bela sadra se imenuje alabaster. Pri temperaturi 45-135 °C izgubi dve tretjini kristalne vode in preide v polhidrat (CaSO4·0.5H2O), bolj znan kot mavec. Sadra je mehek in zelo dobro razkolen mineral.

## Kalcijev sulfat dihidrat
Sadra oz. kalcijev sulfat dihidrat, s formulo CaSO4·2H2O, je naravni mineral, ki se nahaja v sedimentnih kamninah in je nastal pred sto milijoni leti pri izhlapevanju vode prostranih morij, ki so prekrivali kontinente. Trenutne svetovne zaloge naravne sadre ocenjujejo na 2,26 milijarde ton, od tega 35 odstotkov v Evropi. 
Kemijsko je sadra sestavljena iz ene molekule kalcijevega sulfata CaSO4 in dveh molekul vode, ki sta kristalno vezani in predstavljata 20.9 % celote. Nad temperaturo 40 °C prične izhajati kristalna voda in sadra pridobi novo kristalno obliko.
Struktura dihidrata je sestavljena iz plasti, kjer vodne molekule povezujejo plasti CaSO4 Tako je cepljivost najlažja na plasteh, kjer so vodne molekule.
Sadra je edini naravni mineral, ki ga lahko zdrobimo, mu s segrevanjem odvzamemo vodo in mu nato povrnemo prvotno obliko z dodatkom vode. Spreminjamo ga lahko poljubno iz oblike v obliko po naslednji relaciji:
{\displaystyle {\mbox{CaSO}}_{4}\cdot 2{\mbox{H}}_{2}{\mbox{O}}\;{\xrightarrow[{-3/2\,H_{2}O}]{45-135\,^{\circ }C}}\;{\mbox{CaSO}}_{4}\cdot 1/2{\mbox{H}}_{2}{\mbox{O}}\;{\xrightarrow[{-1/2\,H_{2}O}]{135-360\,^{\circ }C}}\;{\mbox{CaSO}}_{4}\;{\xrightarrow[{+1/2\,H_{2}O}]{}}}
{\displaystyle {\mbox{CaSO}}_{4}+1/2{\mbox{H}}_{2}{\mbox{O}}\;{\xrightarrow[{+3/2\,H_{2}O}]{\;}}{\mbox{CaSO}}_{4}+2{\mbox{H}}_{2}{\mbox{O}}}
Pri teh pretvorbah pa ne smemo preseči temperature 1100 °C, pri kateri nastane mrtvo žgani CaSO4. Druga zelo pomembna lastnost mavca je, da se mavčna malta zelo dobro vliva, pri strjevanju pa razširi in tako zapolni še tako majhne pore, luknjice in razpoke, na koncu procesa strjevanja pa zadrži reliefno strukturo kalupa. To omogoča izdelovanje zelo kvalitetnih odlitkov. Zaradi vsebnosti kristalne vode so izdelki iz sadre požarno odporni in odlični regulatorji vlage v prostoru, saj odvečno vlago zaradi svoje strukture vežejo nase, ob pomanjkanju pa jo sproščajo.

## Ostale kristalne modifikacije

### Kalcijev sulfat hemihidrat (mavec)
Kalcijev sulfat hemihidrat se običajno proizvaja z dehidracijo kalcijevega sulfata dihidrata po sledeči relaciji:
CaSO4·2H2O  →  CaSO4·0.5H2O + 1.5H2O
Glede na način priprave lahko kalcijev sulfat hemihidrat delimo na alfa in beta mavec.

#### Alfa mavec
Alfa mavec se proizvaja tako iz naravne, kot tudi iz kemijske sadre, v avtoklavih pri temperaturi do 150 °C in tlaku do 4 bare. Ta tako imenovani mokri način dehidracije dovoljuje kontrolirano nukleacijo in rast kristalov, kar vodi do zelo lepo oblikovanih kompaktnih kristalov. Ti so povečini zelo enakomerni in nekrušljivi. Posledica te enakomernosti oblike in velikosti kristalov je večja gostota oz. manjša specifična površina, kar se kaže predvsem v odličnih kasnejših obdelovalnih lastnostih, kot so manjša poraba vode, doseganje visoke tlačne in upogibne trdnosti. Zaradi teh lastnosti se uporablja predvsem za tekoči estrih.

#### Beta mavec
Beta mavec ima daljšo zgodovino proizvodnje oz. uporabe v primerjavi z alfa mavcem.
Proizvodnja sloni na suhem načinu obdelave materiala v rotacijskih pečeh oz. novejših sušilnikih s fluidiziranim slojem pri temperaturi do 180 °C. Med kalcinacijo se pri tem procesu kristalna voda izloča v obliki pare, kar povzroči razpad sadrinih kristalov v porozne agregate malih delcev beta mavca. Ti delci so zelo krušljivi, neenakomerni in različnih oblik, kar povzroča dosti večjo potrebo po vodi in posledično nižje upogibne in tlačne trdnosti produktov.

### Kalcijev sulfat anhidrit
Zadnja modifikacija je brezvodni kalcijev sulfat CaSO4, ki se pojavlja kot topen-heksagonalni, netopen-ortorombski in visokotemperaturni oz. mrtvo-žgani kalcijev sulfat.
Izmed teh je gospodarsko pomembnejši prvi, ki se podobno kot beta mavec proizvaja večinoma v rotacijskih pečeh, vendar pri višjih temperaturah, ki dosežejo od 500-800 °C, po sledeči reakciji:
CaSO4·2H2O  →  CaSO4 + 2H2O

### Kemijska sadra
Vse večja alternativa naravni sadri pa v razvitih deželah postaja kemijska sadra, ki je rezultat številnih kemijskih procesov. Preprost mehanizem nastanka sadre lahko zapišemo z naslednjo enačbo:
H2SO4 + CaCO3 → CaSO4·2H2O + CO2
Vsaka zase je imenovana po proizvodnji, v kateri nastaja in je specifična zaradi primesi, velikosti in oblike kristalov, ki jih vsebuje. Izmed teh je količinsko najpomembnejša fosforjeva sadra, ki nastaja pri proizvodnji fosforjeve kisline, v manjših količinah pa titanova sadra, ki nastaja pri proizvodnji titanovega dioksida. Poznamo še razne »organo sadre« iz proizvodnje organskih kislin kot npr: citronska, mravljična, vinska kislina in druge. V zadnjem času od omenjenih kemičnih sader v smislu količin  prevladuje tako imenovana energetska sadra (REA Gips, FGD Gypsum), ki jo dobimo pri čiščenju žveplovega dioksida iz dimnih plinov v termoelektrarnah. Sadra predstavlja velik problem v rafinerijah, hidrometalurških procesih, desalnizaciji itd., saj s tvorjenjem oblog zmanjšuje učinkovitost procesov.
Vse strožji predpisi o zaščiti človekovega okolja so v večini razvitih držav že pripomogli, da je vsak večji vir SO2 opremljen z razžvepljevalno napravo, s tem pa tudi na nastanek še večjih količin energetske sadre. Države kot so Japonska, Nemčija idr. že vso energetsko, kakor tudi kemično sadro z ustreznimi postopki predelave uporabljajo v številnih panogah, kot so proizvodnja cementa, gradbeništvo, poljedelstvo, sadjarstvo itd. V Sloveniji nastane približno 600.000 ton kemijske sadre, ki se deloma porabi v zgoraj omenjenih uporabah, deloma se z njo zapolnjujejo opuščeni rovi rudnikov, deloma pa se odlaga na posebnih odlagališčih.

## Uporabnost sadre
Lastnosti sistema CaSO4·H2O se izkoriščajo že tisočletja. Stari Egipčani so mavec uporabljali pri gradnji piramid, Asirci pri vlivanju skulptur, Grki pa sadro (njeno prozorno obliko - selenit) kot nadomestek stekla.
Danes se kalcijev sulfat dihidrat uporablja predvsem v:
- gradbeništvu
  - dodatek (3-5 odstotkov) portlandskemu klinkerju za proizvodnjo cementa
  - v proizvodnji alfa in beta mavca (ometi, malte, izravnalne mase, mavčne plošče in zidaki)
  - v proizvodnji anhidrita (tekoči estrihi)
- poljedelstvu
  - eden pomembnejših virov kalcija in žvepla v prsti
  - regulator pH vrednosti v prsti
  - sredstvo za prezračevanje zemlje
- živinoreji
  - za preprečevanje vonja po urinu
- živilski industriji
  - dodatek pri vrenju piva, kot polnilo pri testeninah, sladoledu, hamburgerjih
- medicini
  - mavčne obloge in zobne zalivke
- filmski industriji
  - številni efekti (sneg).

## Galerija
- Nenavadni primerki sadre s celega sveta
- Zeleni kristali sadre iz Pernatty Lagoon, Mt Gunson, Južna Avstralija; zeleno barvo dajejo bakrovi ioni
- Puščavska roža iz Tunizije, dolga 47 cm
- Klasičen »ovnov rog«; Santa Eulalia, Chihuahua, Mehika; velikost:   7,5×4,3×3,8 cm
- Selenit, Houston Museum of Natural Science
- Sadra z vključki zelenega atakamita, Peru
- Sadra z vključki kristalnega samorodnega bakra
- Češnjevo rdeči kristali sadre, visoki 2,5 cm, obarvani z vključki zelo redkega minerala botriogena
- Ognjeno oranžni kristali sadre
- Nenavadna selenitna sadra iz Red Riverja,  Winnipeg, Manitoba, Kanada